# Кубок України з футзалу серед жінок
Кубок України з футзалу серед жінок — другий за значенням футзальний турнір жіночих українських клубів.

## Історія
У листопаді 1995 року було проведено дебютний розіграш Кубка України з футзалу серед жіночих команд, у якому місця розподілилися наступним чином:
1 місце — «Уніспорт» Київ
2 місце — «Біличанка» смт. Коцюбинське
3 місце — «Мінора» м. Черкаси
4 місце — «Лада» м. Київ
ІІ-й Кубок України серед жіночих команд
Відбувся у період з 23 по 25 вересня 1996 року. Місця команд у турнірі:
1 місце — «Ніка» м. Полтава
2 місце — «Уніспорт» Київ
3 місце — «Біличанка» смт. Коцюбинське
4 місце — «Суми» м. Суми
Міжнародний турнір з футзалу серед жіночих збірних команд (Аліканте)
У 1997 році Україна вперше взяла участь у міжнародному турнірі з футзалу серед жіночих збірних команд. У Іспанії м. Аліканте у період з 20 по 23 листопада 1997 року було проведено міжнародний турнір, у якому взяло участь 4 команди: збірна Іспанії, збірна Португалії, збірна Росії та Українська команда, яка була складена з гравців ФК «Ніка» м. Полтава та СК «Мінора» м. Черкаси.
1 місце — Іспанія — 9 очок
2 місце — Португалія — 3 очка
3 місце — Росія — 3 очка
4 місце — Україна — 3 очка
- місця у турнірі розподілитися за різницею забитих і пропущених голів.
- це був перший турнір, на якому розпочали грати футзальним м'ячем.

Міжнародний турнір з футзалу серед жіночих збірних команд (Полтава)
У період з 15 по 19 квітня 1998 року в Україні (м. Полтава) було проведено міжнародний турнір з футзалу. Організатором змагань був ФК «Ніка». Змагання проводилися у двох форматах: — дорослі змагання — дівочі змагання — вікова категорія 13-15 років.
У змаганнях взяли участь команди з України, Росії та Австралії.
Підсумкова таблиця серед дорослих команд:
1 місце — Україна — 1
2 місце — Росія — 1
3 місце — Росія — 2 (збірна Москви)
4 місце — Україна — 2
5 місце — Австралія (молодіжна команда 16-18 років)

Підсумкова таблиця дівочої вікової групи:
1 місце — Україна
2 місце — Австралія-1 (14-15 років)
3 місце — Австралія-2 (12-13 років)
4 місце — «Ніка» м. Полтава
Кубок України 1998 року з футзалу серед жіночих команд
1 місце — «Львів'янка-ЛЛГЗ» м. Львів
2 місце — «Уніспорт-Оболонь» Київ
3 місце — «Мінора» м. Черкаси
4 місце — «Кооператор» м. Львів
5 місце — «Біличанка» смт. Коцюбинське
Кубок України 1999 року з футзалу серед жіночих команд
1 місце — «Оболонь-ТБС» м. Київ
2 місце — «Біличанка» смт. Коцюбинське
3 місце — «Львів'янка-ЛЛГЗ» м. Львів
4 місце — «Вікторія» м. Запоріжжя
Відкритий Кубок України 2000 року
1 місце — «Ніка-університет» м. Полтава
2 місце — «Біличанка» смт. Коцюбинське
3 місце — «Дончанка» м. Донецьк
4 місце — «СДЮШОР-19» м. Київ
5 місце — «Едель» м. Мінськ (Білорусь)
Кубок України 2001 року з футзалу серед жіночих команд
1 місце — «Ніка-університет» м. Полтава
2 місце — «СоцТех» м. Київ
3 місце — «Біличанка» смт. Коцюбинське
4 місце — «СДЮШОР-19» м. Київ
…

## Усі фінали кубка
| Роки розіграшу | Дата, місце проведення, кількість глядачів | Переможець                       | Рахунок              | Фіналіст                     |  |
| -------------- | ------------------------------------------ | -------------------------------- | -------------------- | ---------------------------- |  |
| 1995           | листопад 1995                              | «Уніспорт» (Київ))               | коловий турнір       |                              |  |
| 1996           | 23-25.09.1996                              | «Ніка» (Полтава)                 | коловий турнір       |                              |  |
| 1997           |                                            | «Львів’янка» (Львів)             | коловий турнір       |                              |  |
| 1998           | 1998                                       | «Львів’янка» (Львів)             | 4:3, дод.            | «Оболонь» (Київ)             |  |
| 1999           | 1999                                       | «Оболонь-СДЮШОР-19» (Київ)       | 9:5                  | «Біличанка» (Коцюбинське)    |  |
| 2000           | 2000                                       | «Ніка-університет» (Полтава)     | 4:0                  | «Біличанка» (Коцюбинське)    |  |
| 2001           | 2001                                       | «Ніка-університет» (Полтава)     | 3:0                  | «Соцтех» (Київ)              |  |
| 2002           | 2002                                       | «Біличанка» (Коцюбинське)        | 3:2                  | «Соцтех» (Київ)              |  |
| 2003           | 2003                                       | «Спартак-Фортуна» (Чернігів)     | 3:1                  | «Соцтех» (Київ)              |  |
| 2004           | 2004                                       | «Біличанка» (Коцюбинське)        | 3:0                  | «Фортуна-Спартак» (Чернігів) |  |
| 2005           | 2005                                       | «Ніка-університет» (Полтава)     | ?:?                  | «Соцтех» (Київ)              |  |
| 2006           | не проводився                              |                                  |                      |                              |  |
| 2007           | 2007                                       | «Соцтех» (Київ)                  | коловий турнір       |                              |  |
| 2007–2008      | 16.05.2008, Київ                           | «Біличанка-НПУ»                  | 11:1                 | «Богдан-ЧНУ» (Черкаси)       |  |
| 2008–2009      | 28.04.2009, Київ                           | «Біличанка-НПУ»                  | 9:3                  | «ДЮСШ-3» (Івано-Франківськ)  |  |
| 2009–2010      | 30.05.2010, Київ                           | «Біличанка-НПУ»                  | 8:1                  | «Олімпік» (Дніпропетровськ)  |  |
| 2010–2011      | 24.05.2011, Київ                           | «Біличанка-НПУ»                  | 13:2                 | «Нафтохімік ДЮСШ-3» (Калуш)  |  |
| 2011–2012      | 28.04.2012, Київ                           | «Біличанка-НПУ»                  | 9:1                  | «Ятрань-Уманьферммаш-УДПУ»   |  |
| 2012–2013      | 18.05.2013, Бровари                        | «Біличанка-НПУ»                  | 5:2                  | «Ніка-ПНПУ» (Полтава)        |  |
| 2013–2014      | 14.05.2014, Луцьк                          | «Біличанка-НПУ»                  | 3:1                  | «Ніка-ПНПУ» (Полтава)        |  |
| 2014–2015      | 30.05.2015, Київ                           | «Біличанка-НПУ»                  | 2:1                  | «IMS-НУХТ» (Київ)            |  |
| 2015–2016      | 14.05.2016, Київ                           | «IMS-НУХТ» (Київ)                | 5:2                  | «Біличанка-НПУ»              |  |
| 2016–2017      | 19.05.2017, Черкаси                        | «IMS-НУХТ» (Київ)                | 7:3                  | «Злагода» (Дніпро)           |  |
| 2017–2018      | 19.05.2018, Харків                         | «IMS-НУХТ» (Київ)                | 4:4, дод. (пен. 3:2) | «Tesla» (Харків)             |  |
| 2018–2019      | 18.05.2019, Бровари                        | «Ладомир» (Володимир-Волинський) | 5:3                  | «Будстар-НПУ» (Київ)         |  |
| 2019–2020      | 19.12.2019 25.12.2019                      | «Будстар-НПУ» (Київ)             | 4:2, 3:3             | IMS-НУХТ (Київ)              |  |
| 2021–2022      | 29.12.2021, Черкаси                        | «Tesla» (Харків)                 | 6:0                  | «Будстар-НПУ» (Київ)         |  |